# Galopprennbahn Gelsenkirchen-Horst
Koordinaten: 51° 32′ 11,1″ N, 7° 1′ 46,5″ O
Die Galopprennbahn Gelsenkirchen-Horst war eine etwa 80 Hektar umfassende Anlage im Gelsenkirchener Stadtteil Horst.

## Lage
Die Anlage befand sich nordöstlich der Straße An der Rennbahn nördlich des Rhein-Herne-Kanals. Auf dem auseinanderlaufenden Oval mit Bögen unterschiedlicher Radien wurde im Rechtskurs (im Uhrzeigersinn) gelaufen. Es gab eine Flachbahn und eine Jagdbahn mit Diagonalen. Die Gesamtlänge der Großen Bahn betrug circa 2.320 Meter. Mit einem Schlussbogenradius von 200 Metern war dieser der größte in Europa, die Zielgerade hatte eine Gesamtlänge von annähernd 700 Metern. Die östlich gelegenen Industrieanlagen der Gelsenberg-Benzin AG bildeten die markante Kulisse der Rennbahn.

## Geschichte

### Vor dem Ersten Weltkrieg
Die Begeisterung für den Galopprennsport des Schlossherrn Reichsfreiherr Maximilian von Fürstenberg-Borbeck führte am 20. April 1895 zur Gründung des Emscherthaler Reiter- und Rennvereins, dessen Geschäftsführung von 1896 Rudolf Rose übernahm. In den Gründerjahren hatten die Rennen lokalen Charakter und wurden auf den Viehweiden von Schloss Horst ausgetragen.
1903 wurde der erste Große Preis ausgetragen, der zunächst als Jagdrennen gelaufen wurde und mit 10.000 Mark dotiert gewesen war. 1909 erfolgte ein Umbau, sodass am 22. Mai 1910 die ersten Rennen auf der neuen Anlage stattfinden konnten. Das Areal verfügte jetzt über ein Waagegebäude mit einer zur Rennbahn gerichteten Tribüne. Zusätzlich gab es zwei überdachte Haupttribünen und Totalisatorgebäude. Ein Jahr später wurde eine elektrische Straßenbahn bis zur Rennbahn gebaut, um den Besuchern die Anreise zu erleichtern. Im August wurde zum ersten Mal das Horster Criterium, ein Zweijährigen-Rennen über die Renndistanz von 1000 Metern gelaufen. Die Reichsbahn setzte nun Sonderzüge ein, die Besucher aus dem Rheinland sowie aus Dortmund nach Horst brachten. Dem wettenden Publikum wurde in jenen Tagen Wetten auf Sieg und auf Platz angeboten, die Berechnung der Gewinnquoten erfolgte im Dezimalsystem, also auf der Grundlage von zehn Mark Einsatz. Der Abschlusstag des Dreitagemeetings am Sonntag, den 14. Juni 1914, war vorerst der letzte Renntag am Horster Schloss. Im jetzt mit 20.000 Mark dotierten Großen Preis von Horst siegte die von A. Glaiser gerittene Stute Livadia. Der Verein trug mittlerweile den Namen Essen – Horster Rennverein e.V. Mit Ausbruch des Ersten Weltkriegs am 1. August gab es auf den deutschen Rennbahnen vorerst keine Rennen mehr.

### Erster Weltkrieg
Im Jahr 1915 bewilligte die preußische Regierung dem Kartell Westdeutscher Rennvereine, dem auch der Essen – Horster Rennverein angehörte, die Durchführung von sechs Renntagen. Diese wurden sämtlich auf der Galopprennbahn Neuss durchgeführt. 1915 fanden am Horster Schloss keine Rennen statt. Im Jahr 1916 wurden dem Kartell insgesamt 33 Renntage zugebilligt, an welche auch Horst beteiligt wurde. Die für das Jahr 1918 vom Kartell bewilligten fünf Renntage wurden gänzlich in Horst durchgeführt.

### Vor dem Zweiten Weltkrieg
Die Renntage nach dem Ersten Weltkrieg konnten nur unter großen Schwierigkeiten stattfinden. Die politische und wirtschaftliche Situation trug maßgeblich hierzu bei.

#### 1920er Jahre
Aufgrund der stetig steigenden Geldentwertung schlossen sich zu Beginn des Jahres 1923 das Kartell Westdeutscher Rennvereine und der Verein Westdeutscher Rennstallbesitzer zu einer Notgemeinschaft zusammen. Zur Einsparung der Beförderungskosten mit der Eisenbahn wurden die Renntermine so gelegt, dass die Pferde fußläufig die nächste Austragungsstätte erreichen konnten. Infolge der Ruhrbesetzung kam es zur erneuten Schließung der Rennbahn am Horster Schloss, sodass die Rennen auf der Galopprennbahn Köln ausgetragen werden mussten. In dieser Zeit erreichten die Rennpreise infolge der Inflation astronomische Summen. Daher wurden die Rennen zu einem Grundpreis ausgeschrieben und dann durch einen Multiplikator der jeweilige Tagesrennpreis ermittelt, um den Wertverfall des Geldes auszugleichen. So errechnete sich am 15. April der Tagespreis mit dem Multiplikator 200, am 11. November mit dem Multiplikator 250 Millionen. Erst mit Einführung der Rentenmark und nach Abzug der Besatzungstruppen konnte 1924 wieder ein geregelter Betrieb aufgenommen werden. Durch den Anschluss von Horst ans Stadtgebiet von Gelsenkirchen am 1. April 1928 bekam die Stadt Gelsenkirchen neben der Trabrennbahn (heute GelsentrabPark) eine zweite Pferderennbahn hinzu. Im August wurde der große Preis als Grosser Preis von Horst erstmals über die flache Bahn ausgetragen. Sieger wurde Lampos unter Jockey Otto Schmidt. Der Tribünenbrand auf der Galopprennbahn Mülheim führte dazu, dass der Mülheim Duisburger Renn-Verein zwei seiner Veranstaltungstage der Saison 1928 in Gelsenkirchen-Horst abhielt.

#### 1930er Jahre
Nach dem Tod von Rudolf Rose im August 1931 trat sein Bruder Paul an dessen Stelle. Auf den Galopprennbahnen etablierte sich die Doppelwette, bei welcher die Sieger zweier Rennen vorhergesagt werden mussten. An die Verbundenheit des Gelsenkirchener Unternehmers Ernst Bischoff mit dem Rennsport in Horst wurde nach dessen Tod ab 1934 durch das Ernst-Bischoff-Rennen erinnert. Ernst Bischoff war unter anderem Züchter von Grubenpferden. An Renntagen wurde eine zusätzliche Autobusverbindung vom Essener Hauptbahnhof geschaffen, um die Verkehrsverbindungen zur Rennbahn zu verbessern. Bis zum Zweiten Weltkrieg wurden die Rennen in Horst mit stets steigendem Erfolg weitergeführt. Vermutlich wurde in dieser Zeit die Einlaufwette (heute Zweierwette) eingeführt. Die lukrativen Quoten ließen die neue Wettart schnell zum Erfolg werden. Der Mindesteinsatz betrug 5 RM (Reichsmark). Zur Saisoneröffnung am 12. März 1939 gab es für den Einlauf Sandmann – Imme damals sensationelle 13640:10. Zum Vergleich: Der Leistungslohn (Gedinge) eines Hauers Unter Tage betrug in jener Zeit etwa 8 RM pro Arbeitsschicht. Die Doppelwette wurde durch die Einlaufwette verdrängt.

### Zweiter Weltkrieg
Durch die zahlreichen Bombenangriffe durch alliierte Bomberverbände auf Gelsenkirchen, insbesondere durch die direkte Nachbarschaft zur Gelsenberg-Benzin A.G., erlitten die Anlagen massive Schäden, sodass die Rennbahn am 4. Juni 1942 geschlossen werden musste. 1943 wurde der Große Preis von Horst auf der Galopprennbahn Köln, 1944 auf der Galopprennbahn Düsseldorf ausgetragen. 1945 – 1948 fiel das Rennen aus.

### Nachkriegszeit

#### 1940er Jahre
Nach der Stunde Null war das Gelände der Rennbahn völlig zerstört. Erst 1947 kam der Rennbetrieb des Hoster Rennvereins wieder in Schwung. Der erste Renntag wurde allerdings nicht in Gelsenkirchen, sondern auf der Galopprennbahn Mülheim durchgeführt. Am 27. April wurde um 14 Uhr, mit dem mit 8000 Mark dotierten Preis von Hugenpoet, der Rennbetrieb wieder aufgenommen. Der Rennverein Horst-Emscher veranstaltete in dieser ersten Nachkriegssaison bereits 6 Renntage. Die Rennen wiesen in dieser Zeit im Regelfall nur kleine Starterfelder (etwa 5 bis 8 Pferde) auf. Die Kriegswirren hatten den Galopprennsport arg getroffen. Am 1. Mai 1949 wurde der Rennbetrieb nach siebenjähriger Pause wieder auf die Rennbahn am Hoster Schloss zurückverlegt. Bereits einen Monat später gab es wieder einen Preis von Horst. Es siegte Honved unter Jockey Hein Bollow. Im August siegte Bollow mit Alexios im Horster Criterium und lag mit einer Rennzeit von 59,5 Sekunden erstmals in diesem Rennen unter einer Minute. Mit Verlust des Wettmonopols erwuchs dem Galopprennsport Konkurrenz durch das staatliche Fußballtoto. Es drohten Verluste in den Wettpools. Die parallel hierzu auf den westdeutschen Galopprennbahnen eingeführte Serienwette hielt auch in Gelsenkirchen-Horst Einzug.

#### 1950er Jahre
Im Mai 1950 wurde das Henckel-Rennen (ursprünglich auf der Galopprennbahn Hoppegarten gelaufen) erstmals in Gelsenkirchen ausgetragen. 1951 wurde die Serienwette durch das neu eingeführte Pferdetoto ersetzt. Das eventuell größte Starterfeld, welches je in Gelsenkirchen-Horst an den Start kam, fand sich am 23. November 1952 zusammen, als im Schlosspark-Ausgleich 22 Pferde unter Starter’s Order kamen. Zu dieser Zeit wurden die Rennen noch mit Startbändern (australische Startmaschine) oder mittels Flagge gestartet. Zum Saisonauftakt am 7. März 1954 gab es am Totalisator auf die Außenseiterstute Magnesia eine Rekordplatzquote von 685:10. Im selben Jahr wurde der Große Preis von Horst erstmals als Großer Preis der Stadt Gelsenkirchen ausgetragen. Im Mai 1955 wurde das Jahresprogramm um einen weiteren Höhepunkt erweitert. Das für dreijährige Stuten ausgeschriebene Nereide-Rennen wurde am Tag des Henckel-Rennens ins Programm aufgenommen. Es siegte Lustige unter Jockey Oskar Langner. Nereide selbst war während ihrer Rennlaufbahn nie in Gelsenkirchen an den Start gegangen. Durch die Einführung des Zahlenlottos 6 aus 49 erwuchs den Rennvereinen weitere Konkurrenz. Innovationen wurden gesucht, um den Besucher an die Rennbahn zu binden. 1956 kam das Underberg-Jagdrennen, ein Amateurreiten hinzu, welches zunächst (nur) über die Distanz von 4.000 Meter führte.
Auf Initiative von Oswald Heske, welcher seinerzeit Werbeleiter der BV-Aral AG in Bochum und ein großer Anhänger des Rennsports war, wurde ein weiteres Großereignis für Gelsenkirchen geschaffen. Am 18. August 1957 wurde erstmals der ARAL-Pokal gestartet. Dieser sollte fortan als Jahreshauptereignis in Gelsenkirchen bekannt werden. Alfred Lommatzsch war Jockey der Stunde und siegte auf der Stute Thila. Am Samstag, den 7. Juni 1958 wurde dem wettenden Publikum im 4. Rennen zum ersten Mal die Dreierwette angeboten. In jener Zeit wurden im Bereich des Waagegebäudes umfangreiche Umbauarbeiten durchgeführt. Ein stufenförmiger, terrassenartiger Ausbau des Geländes zwischen Waagetribüne und dem Geläuf sowie ein Umbau der Tribüne mit einer Verlängerung des Tribünenvordachs schafften die Möglichkeit, hier Tische und Stühle für die Bewirtung der Gäste aufzustellen. Das neue Areal bot nun Sitzplätze für etwa 600 Personen an. Die Umbaumaßnahmen konnten vermutlich erst 1959 abgeschlossen werden. Im Zuge dieser Maßnahmen entstand auch der Gedanke, die Räumlichkeiten unterhalb der Tribüne 2 anderweitig zu nutzen und diese für Restaurationszwecke zur Verfügung zu stellen. Die zu diesem Zeitpunkt hier noch untergebrachten Pferdeboxen mussten weichen.

#### 1960er Jahre
Im Oktober 1960 wurde das Pferdetoto aufgrund rückläufiger Umsätze eingestellt und das westdeutsche Rennbahnkartell versuchte, eine neue Wettart zu etablieren. Am 13. November war Gelsenkirchen erstmals Austragungsort der neuen 8 aus 8-Wette, welche allerdings schon zum Jahresende wieder aus dem Programm genommen wurde. Die Dreierwette trat auf den Rennbahnen ihren Siegeszug an und wurde nun auch in Gelsenkirchen in mehreren Rennen eines Veranstaltungstages angeboten. 1961 wurde der neue Führring eingeweiht, an welchem die Besucher nun von einer erhöhten, stufenartigen Terrasse die Pferde begutachten konnten. Nicht zuletzt durch das Engagement des Mäzens Herrn Dr. Carl Underberg avancierte das Underberg-Jagdrennen zum höchstdotierten Jagdrennen in Deutschland und erhielt schließlich den Status der Fegentri. Johannes Starosta dominierte für das Gestüt Ravensberg im ARAL-Pokal und feierte 1964 mit Spielhahn seinen dritten Erfolg. Namensgebungen der Rennen wie Glückauf Preis, Barbara-Preis oder Preis der schwarzen Diamanten zeigten im Rahmenprogramm die enge Verbundenheit der Stadt der Tausend Feuer auch mit dem Steinkohlenbergbau. Am 24. Juni 1967 hatte die Startmaschine für den Ständestart Premiere. Die neue Startmethode setzte sich schnell durch, sodass die Startvorrichtungen zum Bänderstart (australische Startmaschine) überflüssig wurden. Im Laufe der Jahre waren die Renndistanzen im Underberg Jagdrennen immer weiter gesteigert worden. Am 29. Oktober ging es zum ersten Mal über die Distanz von 6.800 Metern. Gelsenkirchen-Horst war nun Ausrichter des längsten Amateur-Jagdrennens der Welt. Gelaufen wurde es über eine Spezialbahn und änderte durch Kreuzen über die Diagonalbahn mehrfach die Rennrichtung.

#### 1970er Jahre

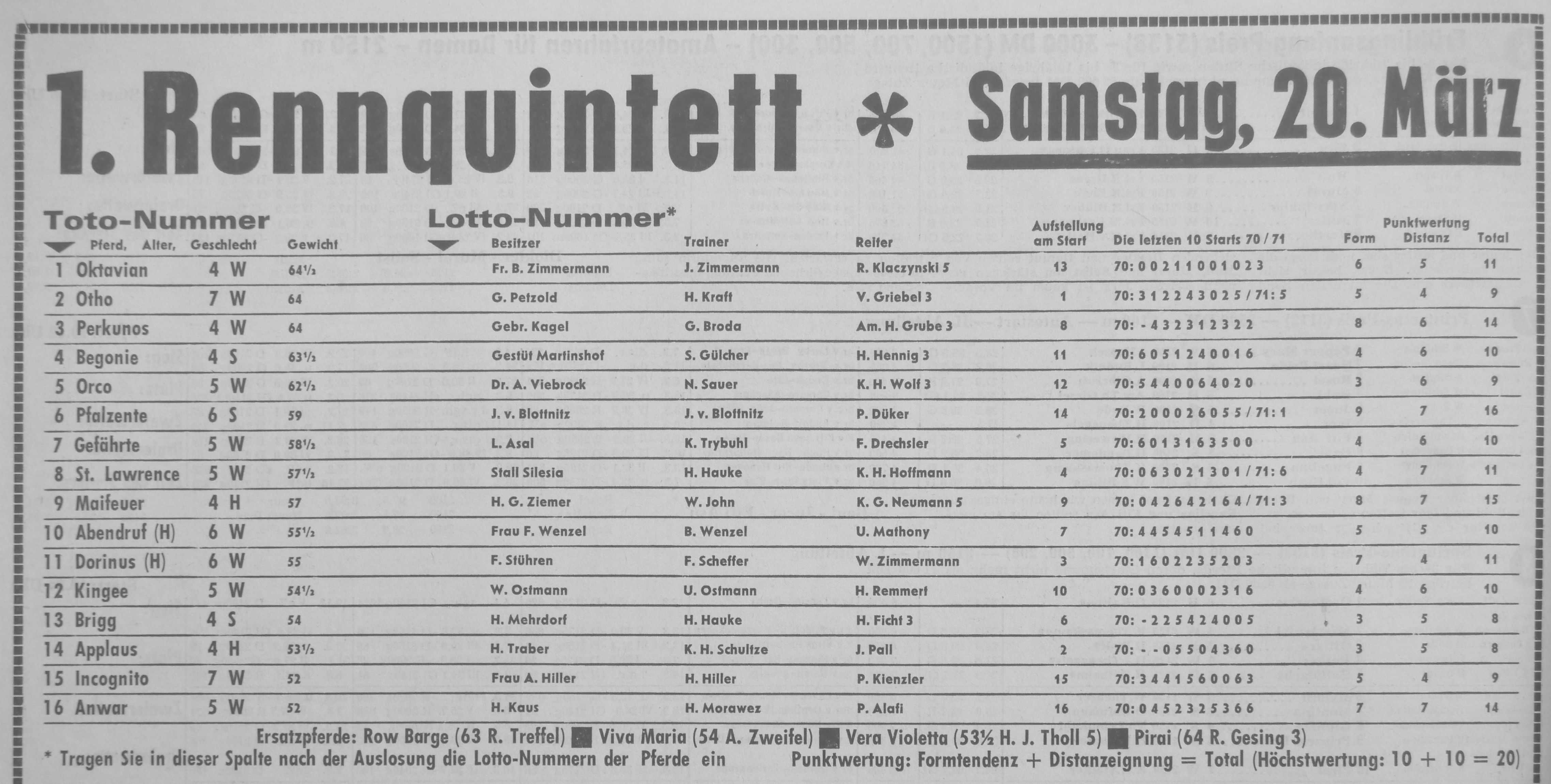
Starterliste zum ersten RennQuintett ausgetragen in Gelsenkirchen-Horst

Am 20. März 1971 wurde Gelsenkirchen-Horst bei der Saisoneröffnung erster Austragungsort der neuen Großwette RennQuintett (5 aus 16). Nordrhein-Westfalens Innenminister Willi Weyer übernahm persönlich am Führring die Auslosung der Nummern zum Pferdelotto. Am 5. August 1972 stieg ein neuer Sponsor ein. Das Horster Criterium wurde erstmals als Ostermann-Pokal ausgetragen. Im selben Jahr wurden nach dem neuen Rennsystem das Henckel-Rennen und der Aral-Pokal als Gruppe II-Rennen eingestuft. Ein Jahr später wurde der Aral-Pokal als Gruppe I-Rennen aufgewertet. Gelsenkirchen hatte nun ein Rennen der höchsten Klasse im Jahresprogramm. Ebenfalls im Jahr 1973 wurde ein neuer (zusätzlicher) Schlussbogen mit einer leichten Überhöhung eingeweiht. Fortan waren die Rennen in den Rennprogrammen gekennzeichnet, ob sie über die ‚Große Bahn‘ oder über die ‚Neue Bahn‘ führten. Im November wurde das Underberg-Jagdrennen zum letzten Mal unter dem Namen seines Sponsors ausgetragen, daher musste im Folgejahr die Dotierung von 80.000 DM auf 30.000 DM zurückgenommen werden. Es siegte Tangelo aus dem Gestüt Richard Lehmann vor Drachenfels aus dem Gestüt Zoppenbroich, aus dem einige Jahre später auch der Triple-Crown-Gewinner Königsstuhl hervorging. Doch das längste deutsche Jagdrennen blieb weiterhin im Programm des Gelsenkirchen-Horster Rennvereins. Den größten Außenseiter im ARAL-Pokal sah das Publikum im Jahr 1978, als Wladimir unter Horst Howart zum Siegtoto von 200:10 als erstes Pferd über die Ziellinie kam. Durch den Sieg des aus dem Gestüt Zoppenbroich stammenden Königsstuhl im Henkel-Rennen 1979 legte dieser den Grundstein zum nachfolgenden Titelgewinn der Triple-Crown. Auch im Gelsenkirchener Jahreshauptereignis, dem ARAL-Pokal, konnte sich der jetzige Derbysieger erneut gegen seinen stärksten Konkurrenten Nebos durchsetzen. In der darauffolgenden Mittwochveranstaltung am 15. August 1979 wurden im Preis der Lüneburger Heide die Wettquoten durch Langmachen beeinflusst. Zum Ende der 1970er Jahre hatte sich die Dreierwette vollends etabliert und wurde nahezu in jedem Rennen angeboten. Zu diesem Zeitpunkt standen etwa 145 Rennpferde am Standort Gelsenkirchen im Training. Zu den ortsansässigen Trainern gehörte unter anderem auch Oskar Langner. Es begannen umfangreiche Bauarbeiten zur Einführung des Elektronentotos.
In jenen Tagen wurde der Wettbetrieb (Totalisator) manuell durchgeführt. Anders als heute gab es keine Anzeigemöglichkeit des Quotenverlaufs. Lediglich die Bekanntgabe der Vorwetten (Summe der bereits über die Wettannahmestellen eingegangenen Beträge) diente als Indikator des Wettmarktes. Die startenden Pferde und Jockeys wurden am Waagegebäude angeschlagen. Hier befand sich auch der sogenannte Toto-Aufzug, eine Anzeigetafel, auf welcher mittels einzuschiebender Blechtafeln (Zahlen) Resultate und Auszahlungsquoten bekannt gemacht wurden. Die Gesamttafel konnte mittels Seilwinde an einem Mast aufgezogen werden.
Die Wettannahme erfolgte separat für jede Wettart an Wettkassen, die für einen bestimmten Einsatz gekennzeichnet waren (beispielsweise Sieg 5.-DM, Sieg 10.-DM oder Einlaufwette 2½ Mark).
Außer an speziellen Vorwettkassen konnten immer nur Wetten für das folgende Rennen angelegt werden. Zur Registrierung und späteren Ermittlung der Gewinnquoten befanden sich die Wettscheine (Siegwette) auf durchnummerierten Abreißblöcken, welche den Startnummern zugeordnet waren. Die Wette wurde am Schalter einfach angesagt und ein entsprechender Wettschein abgestempelt ausgegeben. Durch die Nummerierung der Wettscheine eines jeden startenden Pferdes konnte somit recht zügig ermittelt werden, wie viele Wettscheine für ein Pferd verkauft worden waren und wie viel Geld an jeder Wettkasse auf ein einzelnes Pferd eingesetzt war. Die Quotenberechnung erfolgte manuell durch die Totalisatorleitung. Die Gewinnauszahlung erfolgte am Auszahlungsschalter jeder einzelnen Wettart.

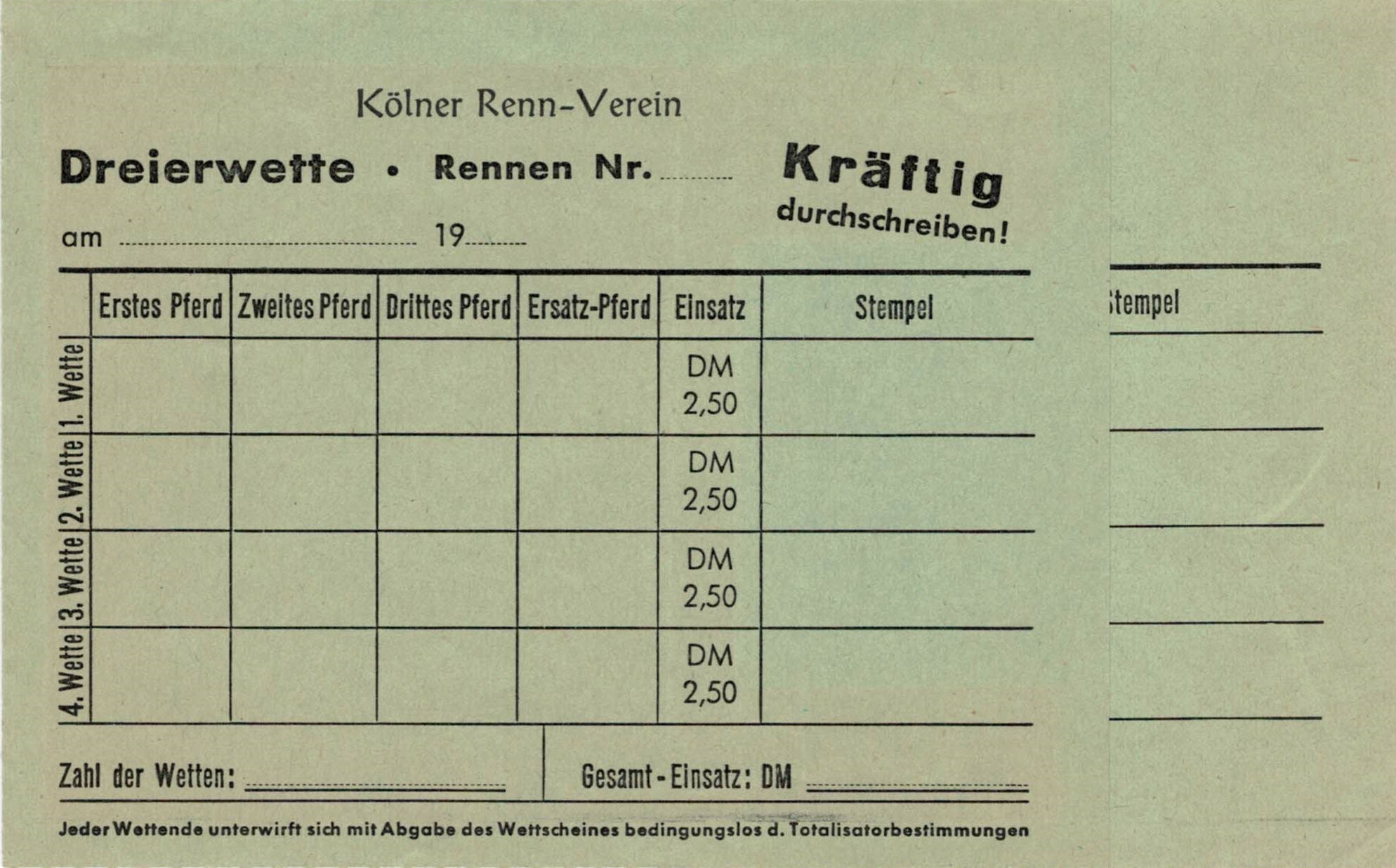
Durchschreibewettschein (Köln) aus den 1960er Jahren

Es ist anzunehmen, dass für die Anlage von Platzwetten in ähnlicher Weise vorgegangen wurde. Für den Einsatz hoher Beträge stand im Regelfall eine Schreibkasse zur Verfügung, an welcher Wettscheine zum gewünschten Einsatz händisch ausgeschrieben werden konnten.
Auch für die Abgabe von Einlaufwetten bzw. Dreierwetten standen separate Wettkassen zur Verfügung. Für die Abgabe von Dreierwetten waren Durchschreibewettscheine auszufüllen, von denen das Original an der Wettkasse verblieb, und eine Durchschrift dem Wetter abgestempelt ausgehändigt wurde. Eine weitere Durchschrift wurde an der Wettkasse zur Auswertung aufbewahrt.

#### 1980er Jahre
Im Spätsommer 1980 bekam Gelsenkirchen-Horst (wie alle westdeutschen Galopprennbahnen) den Elektronentoto (elektronischer Totalisator). Für die Durchführung war die Firma Datasport verantwortlich, die stets mit einem Lkw samt Anhänger anreisen musste, um die Computeranlage und die Notstromaggregate zur Verfügung zu stellen. Für diese Neuerung mussten zuvor kilometerlang Kabel verlegt werden.

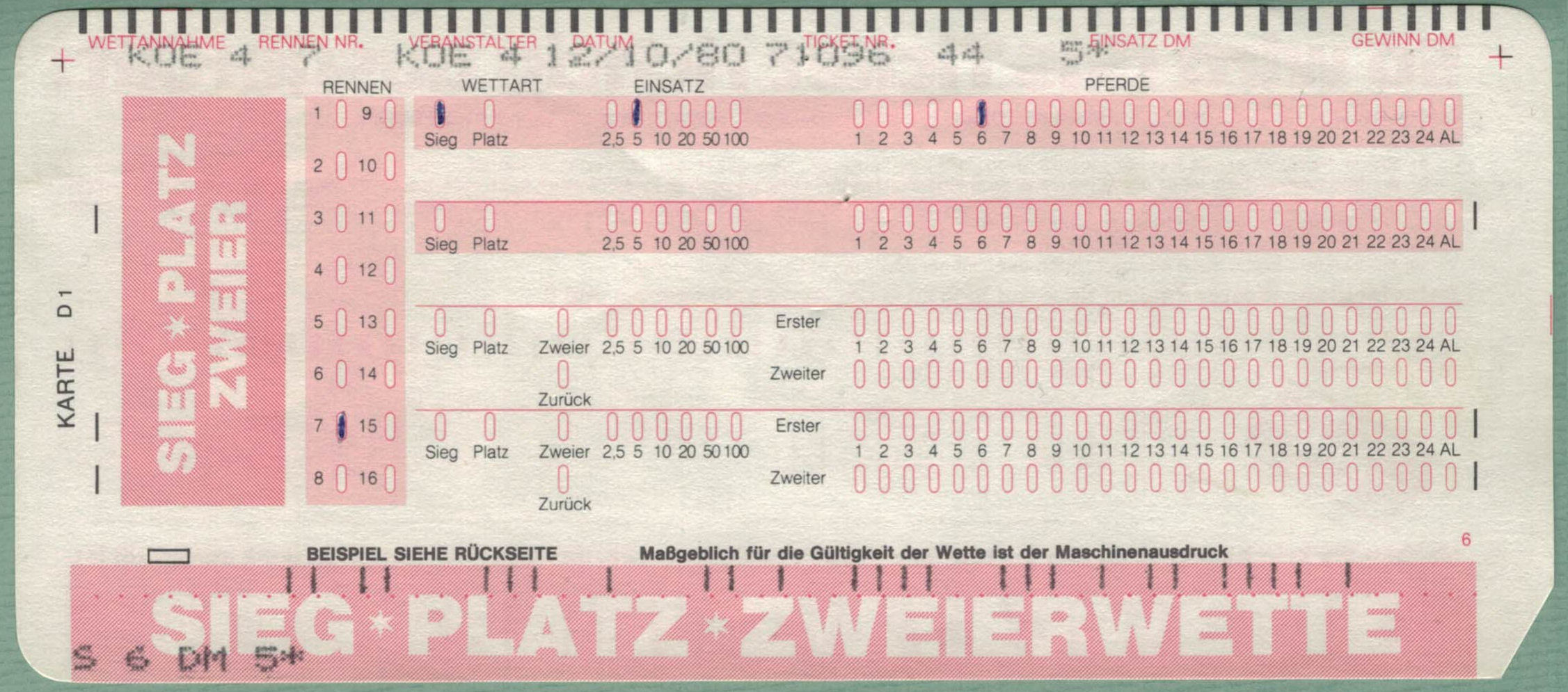
Wettkarte D1 von Datasport für den Elektronentoto

Mit Einführung des Elektronentotos konnten nun Wetten jeder Wettart an allen Wettkassen angelegt werden. Der Quotenverlauf (Siegwetten) konnte auf den Fernsehbildschirmen verfolgt werden.
Die Registrierung erfolgte durch maschinelles Einlesen der Wettscheine und doppelter Speicherung im Computer. Die Wettkarten wurden dem Wetter mit einem Maschinenaufdruck der Wettkasse ausgehändigt. Das mühevolle Auswerten von Durchschreibewettscheinen entfiel, die Errechnung der Gewinnquoten wurde durch den Computer automatisiert. Gewinne konnten nun an jeder Wettkasse abgeholt werden, wobei die Wettkarte erneut eingelesen werden musste. Überstieg der Gewinn den Kasseninhalt am Schalter, wurde der Gewinner im Regelfall an eine Zentralkasse verwiesen.
Auf Initiative von Oskar Langner wechselte Jockey Dragan Ilic zu Beginn der Dekade nach Gelsenkirchen. Am Sonntag, den 28. Oktober 1984, wurde das ehemalige Underberg-Jagdrennen zum ersten Mal als Großes Raab-Karcher-Jagdrennen ausgetragen. Am 14. April 1985 startete At Talaq im Großen Preis der Stadt Gelsenkirchen und sorgte für regen Besucherandrang. Überraschend gewann Al Mundhir und war nun mit einem Siegtoto von 268:10 der größte Außenseiter in der Geschichte des Rennens. Am 19. Mai desselben Jahres wurde letztmals das Henckel-Rennen gestartet. Die Finanzierung des sponsorlosen Rennens hatte stets Schwierigkeiten bereitet. Fortan wurde es als Mehl-Mülhens-Rennen auf der Galopprennbahn Köln ausgetragen. Schon in jenen Tagen wurde in den Medien die wirtschaftliche Situation des Rennvereins diskutiert. Im Jahreshauptereignis dominierten Mitte der achtziger Jahre die Rennfarben des Gestüts Fährhof. Derbysieger Acatenango siegte unter Andrzej Tylicki vor Stallgefährte Abary. Mit 10 Siegen in Folge kam Acatenango im Folgejahr an den Start und siegte diesmal als 11:10 Favorit unter Georg Bocskai vor Stallgefährte El Salto. Regen Andrang sah die Rennbahn auch am 14. August 1988, als das Jahreshauptereignis erstmals internationalen Charakter erhielt. Almaarad aus dem Stall Al-Maktoum (England) gewann überlegen den 32. ARAL-Pokal mit Steve Cauthen im Sattel. 830.475 DM flossen an diesem Renntag durch die Totokassen, davon allein 213.740 DM im ARAL-Pokal.

#### 1990er Jahre
Am 20. Oktober 1990 war das Nereide-Rennen einmal mehr ein geschichtlicher Höhepunkt des deutschen Galopprennsports. Peter Alafi siegte auf Noveka und egalisierte damit den bis dorthin von Otto Schmidt gehaltenen Rekord von 2218 Siegen. Im Jahr 1995 wurde im Rahmen des Dreitagemeetings rund um den Aral-Pokal das 100-jährige Bestehen des Gelsenkirchen-Horster Rennvereins gefeiert. Oberbürgermeister Kurt Bartlewski überreichte den Ehrenteller der Stadt der Tausend Feuer an Vereinspräsident Alfred Wolters. Im ARAL-Pokal siegte Wind In Her Hair. Dragan Ilic, jetzt Trainer, wählte als Standort die Rennbahn am Horster Schloss. 1997 wurde das ehemalige Underberg-Jagdrennen letztmals unter dem Namen Großes Jagdrennen der GGW ausgetragen. Ab 1998 wurde das Gelsenkirchener Jahreshauptereignis als Großer-Erdgas-Preis ausgetragen, der Große Preis der Stadt Gelsenkirchen zum Großen Preis der Gelsenkirchener Wirtschaft. Nach einer Vereinbarung des Direktoriums für Vollblutzucht und Rennen mit dem Gelsenkirchener Rennverein sollte Horst zum deutschen Hauptstandort für Hindernisrennen werden. Von den bundesweit 105 ausgeschriebenen Hindernisrennen im Jahr 1999 sollten 25 in Gelsenkirchen stattfinden. Um den rückläufigen Besucherzahlen entgegenzuwirken, wurden mehr Renntage mit freiem Eintritt durchgeführt. Die rückseitig der Tribünen befindlichen alten Gebäude der Totokassen wurden im Laufe der Dekade abgerissen.

#### Insolvenz nach der Jahrtausendwende

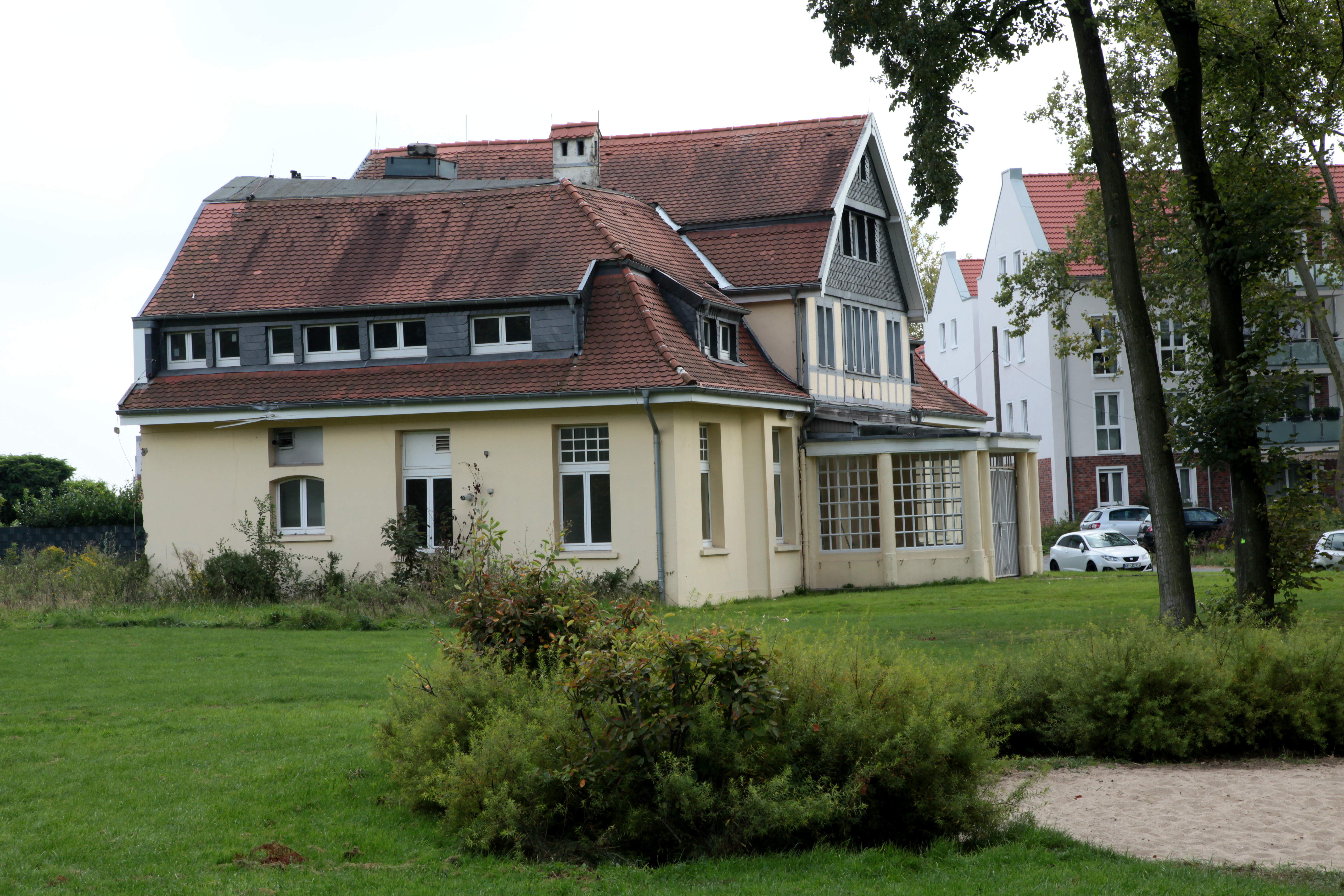
Ehemaliges Waagegebäude / inzwischen abgerissen

Im letzten Großen Preis der Gelsenkirchener Wirtschaft (jetzt Buchmacher Lindner Trophy) im Jahr 2000 siegte Sambakönig zum Siegtoto von 476:10 und übertraf noch einmal die 1985 für den Großen Preis aufgestellte Rekordquote. Der finanziell angeschlagene Horster Rennverein musste nun sein bedeutendstes Rennen abgeben. Am 12. August 2001 wurde der Große-Erdgas-Preis (ehem. ARAL-Pokal) erstmals auf der Galopprennbahn Köln ausgetragen. Der Aral-Pokal hieß nun Credit Suisse Private Banking-Pokal. Durch innovatives Denken wurde versucht, die drohende Insolvenz abzuwenden. So sollten an einem ‚Millionenrenntag‘ am 20. Oktober acht Rennen mit einer jeweiligen Dotierung von 100.000 DM gelaufen werden. Die Idee scheiterte mangels ausreichender Nennungen. Stattdessen wurde nun zu Spenden aufgerufen. Rund 60.000 DM kamen zusammen, der überwiegende Teil von Buchmachern und den Transporteuren. Dementsprechend wurde das Nereide-Rennen zusätzlich unter dem Titel Preis der Deutschen Buchmacher gelaufen. Das Rennjahr 2001 war auf nur noch 5 Renntage zusammengeschrumpft. In einer Pressekonferenz im April 2002 wurde durch den damaligen Vereinspräsidenten Helmut Kappes die Aktion ‚Rettet den Rennverein‘ vorgestellt. Hierbei sollte durch Unterschriftensammlung und weitere Spendenaufrufe das Aus des Rennvereins verhindert werden. Trotz aller Bemühungen musste das Nereide-Rennen auf der Galopprennbahn Mülheim ausgetragen werden und wurde danach auf der Galopprennbahn München-Riem gelaufen. Nachdem in der Rennveranstaltung am Freitag, den 4. Oktober 2002 im 6. Rennen die Zweierwette Alagna – Wilddieb nicht getroffen worden war, musste bekannt gegeben werden, dass der daraus resultierende Jackpot im letzten Rennen dieses Renntages zur Ausschüttung kommen müsse. Die plötzliche Bekanntmachung, dass es in Gelsenkirchen keinen weiteren Renntag mehr geben würde, löste unter einem großen Teil der Rennbahnbesucher Bestürzung aus. Als letzter Sieger am Horster Schloss ging der von Sascha Smrczek trainierte Laudrups über die Ziellinie. In der Kasse des Rennvereins fehlten rund 300.000 €. Zum Ende des Jahres 2002 wurde der Pachtvertrag des Gelsenkirchen-Horster Rennvereins über das Gelände am Horster Schloss gekündigt, der Rennverein war insolvent. Die Gelsenkirchener Gemeinnützigen Wohnungsbaugesellschaft (GGW) konnte trotz intensiver Bemühungen keine weiteren Nutzer des Rennbahngeländes finden. Am 11. Dezember 2003 beschloss der Rat der Stadt Gelsenkirchen die Einstellung des Galopprennsports in Gelsenkirchen.
Das Gelände der Rennbahn wird inzwischen als Golfplatz durch den Golfclub Schloss Horst genutzt. Mehrere ehemals für Hindernisrennen gedachten Hindernisse sind in den Golfplatz integriert worden.

## Nachbetrachtung
Die schon in der Mitte der 1980er Jahre diskutierte finanzielle Krise des Galopprennvereins Gelsenkirchen-Horst ist eventuell auch auf die Nähe zur Trabrennbahn (heute GelsentrabPark) zurückzuführen. Trotz unterschiedlicher Sportarten (es handelte sich in beiden Fällen immerhin um Pferderennen) stand Horst in Konkurrenz zur modernen Anlage des GelsentrabParks im Stadtteil Feldmark jenseits des Rhein-Herne-Kanals unmittelbar an der Stadtgrenze nach Essen-Katernberg, auf welcher wetterunabhängig ein bis zwei Renntage in der Woche abgehalten werden.

## Nachweise
1. 1 2  D. Christ und N. Hang: Das ABC des Rennsports. Nikolaus Hang, Düsseldorf 1937, S. 56c.
2. 1 2 3  Hans-Jürgen Winkler: Pferderennen + Wetten. Humboldt-Taschenbuchverlag Jacobi K.G., München 1979, ISBN 3-581-66348-1, S. 108.
3. 1 2  Geoportal Ruhr: Regionalverband Ruhr - Luftbilder mobil. Abgerufen am 8. August 2021.
4. 1 2 3 4 5 6 7 8  Großer Preis der Stadt Gelsenkirchen. Abgerufen am 15. November 2020.
5. 1 2 3  Horster Criterium - Ostermann Pokal. Abgerufen am 3. Juni 2021.
6. ↑  General-Sekretariat des Union-Klub (Hrsg.): Jahres-Rennkalender für Deutschland 1914 Theil II. Selbstverlag, Berlin Dezember 1914, S. 387 ff.
7. 1 2 3  Mülheimer Rennverein Raffelberg e.V. (Hrsg.): 100 Jahre Mülheimer Rennverein Raffelberg e.V. Selbstverlag, Mülheim a. d. Ruhr 1985, S. 24 ff.
8. ↑  Wilhelm Josef Heyers / Wilhelm Kauke: 100 Jahre Neusser Reiter- und Rennverein. Hrsg.: Neusser Reiter- und Rennverein. Neuss 1975, S. 32.
9. ↑  Ernst Bischoff-Memorial. Abgerufen am 15. November 2020.
10. ↑  Die Gelsenkirchener Familie Bischoff als Gutsherren in Barsdorf. Abgerufen am 5. Dezember 2020.
11. ↑  F.Ahrens (Hrsg.): Deutsche Renn-Chronik 1939. Georg Koenig Buchdruckerei und Verlag, Berlin 1940, S. 6.
12. ↑  Bergwerksdir. a. D. Dipl. Ing. Alfred Pretor und Dipl. Volksw. Dr. Ilse Rinn: Bergbau in der Bundesrepublik Deutschland. Hrsg.: Wirtschaftsvereinigung Bergbau e.V. Bad Godesberg. Verlag Glück Auf GmbH, Essen 1964, S. 1 ff.
13. 1 2  Galopprennbahn Horst. Archiviert vom Original (nicht mehr online verfügbar) am 3. Juni 2021; abgerufen am 15. November 2020.  Info: Der Archivlink wurde automatisch eingesetzt und noch nicht geprüft. Bitte prüfe Original- und Archivlink gemäß Anleitung und entferne dann diesen Hinweis.
14. ↑  Direktorium für Vollblutzucht und Rennen - Mit Genehmigung der Militärregierung (Hrsg.): Jahres-Rennkalender 1947. Selbstverlag, Köln 1948, S. 1 ff.
15. 1 2 3  Düsseldorfer Reiter- und Rennverein e.V. (Hrsg.): 175 Jahre Düsseldorfer Reiter- und Rennverein e.V. von 1844. Droste Verlag GmbH, Düsseldorf 2019, ISBN 978-3-7700-6035-1, S. 121+131.
16. 1 2 3  Deutsche 2000 Guineas - Mehl-Mülhens-Rennen. Abgerufen am 15. November 2020.
17. ↑  Direktorium für Vollblutzucht und Rennen (Hrsg.): Jahres-Rennkalender 1952. Selbstverlag, Köln 1953, S. 605 ff.
18. ↑  Direktorium für Vollblutzucht und Rennen (Hrsg.): Jahres-Rennkalender 1952. Selbstverlag, Köln 1953, S. 6 ff.
19. ↑  Nereide-Rennen. Abgerufen am 15. November 2020.
20. ↑  Direktorium für Vollblutzucht und Rennen (Hrsg.): Jahres-Rennkalender 1956. Selbstverlag, Köln 1957.
21. ↑  Direktorium für Vollblutzucht und Rennen (Hrsg.): Jahres-Rennkalender 1957. Selbstverlag, Köln 1958, S. 379.
22. ↑  Direktorium für Vollblutzucht und Rennen (Hrsg.): Jahres-Rennkalender 1958. Selbstverlag, Köln 1959, S. 1 ff.
23. ↑  Die Ehemalige Rennbahn. In: Zeitungsartikel Großbaustelle Rennbahn. 1959, abgerufen am 13. April 2021.
24. ↑  Direktorium für Vollblutzucht und Rennen (Hrsg.): Jahres-Rennkalender 1960. Selbstverlag, Köln 1961, S. 558 ff.
25. ↑  Album des deutschen Rennsports 1961. Deutscher Sportverlag Kurt Stoof, Köln 1962, S. 146.
26. ↑  Direktorium für Vollblutzucht und Rennen (Hrsg.): Jahres-Rennkalender 1967. Selbstverlag, Köln 1968.
27. ↑  Underberg-Jagdrennen. Abgerufen am 10. August 2021.
28. ↑  Deutsche Traber Zeitung. 38/47. Jahrgang. Verlagsgemeinschaft Deutscher Sportverlag / Union Sportverlag, Köln / Berlin 1971, S. 1.
29. ↑  Direktorium für Vollblutzucht und Rennen (Hrsg.): Jahres-Rennkalender 1972. Selbstverlag, Köln 1973, S. 1 ff.
30. ↑  Direktorium für Vollblutzucht und Rennen (Hrsg.): Jahres-Rennkalender 1974. Selbstverlag, Köln 1975, S. 676.
31. ↑  Direktorium für Vollblutzucht und Rennen (Hrsg.): Jahres-Rennkalender 1979. Selbstverlag, Köln 1980, S. 589.
32. ↑  Hannoverscher Rennverein e. V. (Hrsg.): 125 Jahre Hannoverscher Rennverein e. V. Selbstverlag, Hannover 1992, S. 114.
33. ↑  W.E.Süskind: Pferderennen. Nymphenburger Verlagshandlung GmbH, München 1970, S. 94.
34. ↑  Aral-Pokal 1974. In: WDR-digit. Abgerufen am 8. August 2021.
35. ↑  Direktorium für Vollblutzucht und Rennen (Hrsg.): Rennordnung vom 1. März 1960 mit Änderungen bis 1980. Selbstverlag, Köln 1980.
36. 1 2  Traute und Peter König: Jockeys auf deutschen Bahnen. Hrsg.: Traute König. Frotscher Druck, Darmstadt 1997, S. 203.
37. ↑  Direktorium für Vollblutzucht und Rennen (Hrsg.): Jahres-Rennkalender 1984. Selbstverlag, Köln 1985, S. 960 ff.
38. ↑  Direktorium für Vollblutzucht und Rennen (Hrsg.): Jahres-Rennkalender 1985. Selbstverlag, Köln 1986, S. 153 + 302.
39. ↑  Direktorium für Vollblutzucht und Rennen (Hrsg.): Jahres-Rennkalender 1985. Selbstverlag, Köln 1986, S. 674.
40. ↑  Direktorium für Vollblutzucht und Rennen (Hrsg.): Jahres-Rennkalender 1986. Selbstverlag, Köln 1987, S. 680.
41. ↑  Direktorium für Vollblutzucht und Rennen (Hrsg.): Jahres-Rennkalender 1988. Selbstverlag, Köln 1989, S. 666 ff.
42. ↑  Album des Deutschen Rennsports 1995. Deutscher Sportverlag Kurt Stoof GmbH & Co., Köln 1995, S. 114 ff.
43. ↑  Große Sprünge in Gelsenkirchen. turfkönig.de, März 1999, archiviert vom Original (nicht mehr online verfügbar) am 6. August 2018; abgerufen am 28. Mai 2021.  Info: Der Archivlink wurde automatisch eingesetzt und noch nicht geprüft. Bitte prüfe Original- und Archivlink gemäß Anleitung und entferne dann diesen Hinweis.
44. ↑  Aral-Pokal heißt nun Credit Suisse Private Banking-Pokal. GaloppOnline.de, 5. Juli 2001, abgerufen am 6. Dezember 2020.
45. ↑  Nur 184 Nennungen: Millionenrenntag fällt aus. GaloppOnline.de, 29. Mai 2001, abgerufen am 15. November 2020.
46. ↑  Buchmacher-Tag in Horst: Kappes sammelt 60.000 Mark. GaloppOnline.de, 16. Oktober 2001, abgerufen am 15. November 2020.
47. ↑  Gelsenkirchen: Aktion 'Rettet den Rennverein' gestartet. GaloppOnline.de, 23. April 2002, abgerufen am 15. November 2020.
48. ↑  Das Aus!! Keine Rennen mehr in Gelsenkirchen-Horst. GaloppOnline.de, 4. Oktober 2002, abgerufen am 6. Mai 2021.
49. ↑  siehe zum Beispiel Golfclub Schloss Horst – Golfen im Pott, birdiesuechtig.de, 6. April 2014